# 128372 Danielwibben
128372 Danielwibben este o planetă minoră (asteroid), cu un diametru de 1,098 km, din centura de asteroizi. A fost descoperită pe 9 mai 2004 la Catalina Station⁠(d) de Catalina Sky Survey. 
Obiectul prezintă o orbită caracterizată de o semiaxă mare de 1,9031276764924 UAi, o excentricitate de 0,11, o înclinație de 24,8 ° în raport cu ecliptica.